# Anorexia Nervosa (formație)
Anorexia Nervosa a fost o formație de black metal simfonic din Limoges, Franța, fondată în anul 1995.